# Tucà muntanyenc
El tucà muntanyenc (Andigena laminirostris) és una espècie d'ocell de la família dels ramfàstids (Ramphastidae) que habita la selva humida dels Andes, al sud-oest de Colòmbia i oest de l'Equador.